# Hiremarali, Pandavapura
Hiremarali là một làng thuộc tehsil Pandavapura, huyện Mandya, bang Karnataka, Ấn Độ.